# Bae Jin-young
Dans ce nom coréen, le nom de famille, Bae, précède le nom personnel.
Bae Jin-young (hangeul : 배진영), né le 10 mai 2000 à Séoul, est un chanteur sud-coréen révélé en tant que membre du boy group Wanna One, formé par l'émission Produce 101 en 2017. À la suite de la dissolution de celui-ci en 2019, il devient membre du boy group CIX sous le label C9 Entertainment jusqu'à son départ du label en 2024.

## Jeunesse
Bae Jin-young est né le 10 mai 2000 à Séoul, Corée du Sud. Il est diplômé de l’école Lila Art High School,.

## Carrière

### Pré-début
Bae Jin-young a été stagiaire à la C9 Entertainment pendant dix mois.

### 2017–2018:Produce 101et Wanna One
Il a participé à la deuxième saison du programme Produce 101, qui a été diffusé du 7 avril jusqu’au 16 juin 2017. Durant l’épisode final, il s’est classé à la 10e position lui permettant d’être un des membres du groupe temporaire Wanna One sous l’agence YMC Entertainment,. Le groupe débute le 7 août 2017 avec le mini-album 1×1=1 (To Be One) et se sépare le 31 décembre 2018.

### 2019–présent: Activités solo et début avec CIX
Il débute comme artiste solo le 26 avril 2019, avec l’album single, Hard To Say Goodbye,.
Il débute dans CIX, le nouveau boy group de son agence, le 23 juillet,.

## Discographie

### Single album
| Titre                                          | Détails                                                     | Classement | Ventes               |
| Titre                                          | Détails                                                     | COR        | Ventes               |
| ---------------------------------------------- | ----------------------------------------------------------- | ---------- | -------------------- |
| Hard To Say Goodbye (끝을 받아들이기가 어려워) | - Date de sortie : 26 avril 2019 - Label : C9 Entertainment | 3          | COR : plus de 63 900 |

### Singles
| Année                                                      | Titre               | Classement | Album               |
| Année                                                      | Titre               | COR        | Album               |
| ---------------------------------------------------------- | ------------------- | ---------- | ------------------- |
| 2019                                                       | Hard To Say Goodbye | —          | Hard To Say Goodbye |
| "—" indique que le single ne s'est pas classé dans ce pays |                     |            |                     |

## Filmographie

### Films
| Année | Titre            | Titre original | Réalisateur         | Rôle | Note(s)        | Réf.   |
| ----- | ---------------- | -------------- | ------------------- | ---- | -------------- | ------ |
| 2022  | The Antique Shop | 더 앤티크 샵   | Suphakorn Riansuwan | Song | Rôle principal | [ 17 ] |

### Séries télévisées
| Année | Titre          | Titre original         | Chaîne       | Rôle        | Note(s)        | Réf.   |
| ----- | -------------- | ---------------------- | ------------ | ----------- | -------------- | ------ |
| 2021  | User Not Found | @계정을 삭제하였습니다 | WhyNot Media | Shin Yi-jun | Rôle principal | [ 18 ] |

### Émission télévisé
| Année | Titre                | Chaîne | Rôle        | Note(s)                | Réf.   |
| ----- | -------------------- | ------ | ----------- | ---------------------- | ------ |
| 2017  | Produce 101 Season 2 | Mnet   | Participant | Termine à la 10e place | [ 19 ] |